# Linear topologisierter Ring
Ein linear topologisierter Ring ist ein topologischer Ring, dessen Topologie von einer Umgebungsbasis von Idealen induziert wird. Diese Ringe finden Anwendung in der formalen und analytischen Geometrie.

## Definition
Ein topologischer Ring heißt linear topologisiert, wenn seine Topologie von einer Umgebungsbasis von Idealen induziert wird.
In der Theorie formaler Schemata, rigid analytischer Räume und adischer Räume sind viele verschiedene linear topologisierte Ringe im Gebrauch. Wir geben einen Überblick über die wichtigsten Definitionen.
- Ein Ideal {\displaystyle I} eines linear topologisierten Ringes {\displaystyle R} heißt Definitionsideal, falls {\displaystyle I} offen ist und jede Umgebung von {\displaystyle 0} das Ideal {\displaystyle I^{n}} für ein {\displaystyle n\in \mathbb {N} } enthält.[2]
- Besitzt ein linear topologisierter Ring ein Definitionsideal, so heißt er prä-zulässig.[3]
- Ein vollständiger und separierter prä-zulässiger Ring heißt zulässig.[4]
- Ein prä-zulässiger Ring heißt prä-adisch, falls es ein Definitionsideal {\displaystyle I} gibt, sodass {\displaystyle \{I^{n}\}_{n\geq 0}} eine Umgebungsbasis von {\displaystyle 0} ist.[5]
- Ein vollständiger und separierter prä-adischer Ring heißt adisch.[6]

Hier sind verschiedene Konventionen im Gebrauch: Beispielsweise nennt Morel einen prä-adischen Ring bereits „adisch“.

## Huber-Ringe
Diese Begriffe werden weiter zu sogenannten Huber-Ringen verallgemeinert. Sie bilden die Grundlage für die Definition von Huber-Paaren, welche die Grundbausteine adischer Räume sind.
- Ein topologischer Ring {\displaystyle A} heißt Huber-Ring (oder f-adisch), falls es einen offenen Teilring {\displaystyle A_{0}\subset A} gibt, der prä-adisch für ein endlich erzeugtes Definitionsideal {\displaystyle I\subset A_{0}} ist. Wir nennen {\displaystyle A_{0}} einen Definitionsring von {\displaystyle A} und {\displaystyle (A_{0},I)} ein Definitionspaar für {\displaystyle A}.[8]
- Ein Tate-Ring (oder Tatescher Huber-Ring) ist ein Huber-Ring, der eine topologisch nilpotente Einheit enthält. Das ist ein invertierbares Element {\displaystyle a\in A} mit {\displaystyle a^{n}\to 0} für {\displaystyle n\to \infty }.[9]
- Ein Huber-Ring {\displaystyle A} heißt garbig (engl. sheafy), falls für jeden Ring ganzer Elemente {\displaystyle A^{+}} der Vervollständigung {\displaystyle {\hat {A}}}, die Strukturprägarbe {\displaystyle {\mathcal {O}}_{\mathrm {Spa} ({\hat {A}},A^{+})}} des adischen Spektrums {\displaystyle \mathrm {Spa} ({\hat {A}},A^{+})} eine Garbe topologischer Ringe ist.[10]

## Beispiele
- Ist {\displaystyle A} ein diskreter Ring, so ist {\displaystyle A} ein adischer Huber-Ring mit Definitionsideal {\displaystyle 0}. Jeder Teilring von {\displaystyle A} ist ein Definitionsring. Ein Element von {\displaystyle A} ist genau dann topologisch nilpotent, wenn es nilpotent ist, denn jede gegen {\displaystyle 0} konvergente Folge ist stationär. Insbesondere ist {\displaystyle A} nicht Tatesch, es sei denn {\displaystyle A} ist der Nullring.
- Ist {\displaystyle A} ein indiskreter Ring, so ist {\displaystyle A} ein prä-adischer Huber-Ring mit Definitionsideal {\displaystyle A}. {\displaystyle A} selbst ist der einzige Definitionsring und das einzige Definitionsideal für {\displaystyle A}. {\displaystyle A} ist nicht separiert, es sei denn {\displaystyle A} ist der Nullring. Jedes Element ist topologisch nilpotent, insbesondere ist {\displaystyle 1} eine topologisch nilpotente Einheit und {\displaystyle A} ist Tatesch. Man beachte, dass dieses Beispiel insofern pathologisch ist, als dass bei adischen Räumen grundsätzlich mit vollständigen Ringen gearbeitet werden kann. Beim Übergang zur Vervollständigung erhalten wir den Nullring.
- {\displaystyle \mathbb {Z} _{p}} mit der {\displaystyle p}-adischen Topologie ist ein adischer Huber-Ring mit Definitionsring {\displaystyle \mathbb {Z} _{p}} und Definitionsideal {\displaystyle p\mathbb {Z} _{p}}. Er ist kein Tate-Ring, denn jedes topologisch nilpotente Element in {\displaystyle \mathbb {Z} _{p}} ist ein Vielfaches von {\displaystyle p} und somit nicht invertierbar.
- {\displaystyle \mathbb {Q} _{p}} mit der {\displaystyle p}-adischen Topologie ist ein adischer Tate-Ring mit Definitionsring {\displaystyle \mathbb {Z} _{p}} und Definitionsideal {\displaystyle p\mathbb {Z} _{p}}. Das Element {\displaystyle p\in \mathbb {Q} _{p}} ist eine topologisch nilpotente Einheit. {\displaystyle \mathbb {Q} _{p}} selbst ist aber nicht linear topologisiert, denn {\displaystyle \mathbb {Q} _{p}} ist weder diskret noch indiskret.
- {\displaystyle \mathbb {R} } mit der Standard-Topologie ist weder linear topologisiert noch ein Huber-Ring. Jede offene Untergruppe von {\displaystyle \mathbb {R} } ist bereits ganz {\displaystyle \mathbb {R} }.